# الدخوار
الدخوار (عربی: مهذب الدين عبد الرحيم بن علي بن حامد الدمشقي؛ زاده: ۱۱۷۰ - درگذشته: ۱۲۳۰) مشهور به الدخوار در دمشق به دنیا آمد و در همین شهر رشد کرد و علوم زمانه را فراگرفت. وی با ملک عادل ابی بکر بن ایوب در سال ۱۲۰۸ ارتباط برقرار کرد و با این ارتباط هم بر شهرتش افزوده شد و هم مقامش ارتقاء یافت. بعد از درگذشت ملک عادل در سال ۱۲۱۸ و آغاز حکومت المعظم بر شام، وی به عنوان رئیس و ناظر بیمارستان النوری برگزیده شد، بعد از اینکه ملک الاشرف در دمشق به حاکمیت رسید ریاست پزشکی را در دمشق برعهده وی گذاشت و در همین منصب بود که در نیمه شب سال ۱۲۳۱ درگذشت و در بقاسیون دفن گردید.

## آثار
- سحر و جادو
- تشریح پیشرفت دانش
- خلاصه الحاوی نوشته الرازی در علم پزشکی[۳]